# Атабиев, Магомед Кицбатырович
Атабиев Магомед Кицбатырович (22 марта 1915 — 11 октября 1999) – Герой Социалистического Труда (1985), председатель правления колхоза «Москва» села Жемтала Черекского района КБАССР с 1945 по 1987 год.

## Биография
Родился Магомед Атабиев родился 22 марта 1915 года в селе Жемтала (ныне Черекский район Кабардино-Балкарии). С 1930 года трудился в местном колхозе «Масхурей», работал шофёром Жемталинского сельпо. В сентябре 1937 года призван в Красную армию. Принимал участие в Польском походе Красной армии и в советско-финской войне. В ноябре 1940 года демобилизовался и вернулся в родное село, работал токарем в колхозе «Заря Коммунизма».
После начала Великой Отечественной войны ушёл на фронт. Воевал в составе Южного первого и третьего Белорусского фронтов. Принимал участие в Сталинградской битве, в обороне Киева, в освобождении Бреста и Харькова. Закончил войну в Берлине. Наиболее сильные впечатления остались у Атабиева от участия в форсировании Днепра. Его внучка вспоминала:
Дедушка говорил, что, если и есть ад, то его он увидел тогда. Смешалось все – день и ночь, живые и мёртвые. Горящая от взрывов вода уносила дома, людей, животных. Вот в этом кромешном аду дедушка и увидел в реке мертвое тело женщины, сжимающей в руках ещё живого плачущего младенца. Он взял ребенка и отдал женщинам, проплывавшим в лодке.
В октябре 1945 года Магомед Атабиев вернулся в Жемталу инвалидом II группы, и через месяц был избран председателем колхоза «Москва». В 1947 году государственный план хлебозаготовок был выполнен его колхозом на почти на 140 %, за что Атабиев был награждён Орденом Ленина. В 1985 году был удостоен звания Героя Социалистического Труда. Избирался депутатом Верховного Совета КБАССР, был членом бюро райкома КПСС, депутатом районного совета депутатов трудящихся. 5 января 1987 года ушёл на пенсию.
Умер 11 октября 1999 года.

## Память
7 мая 2009 года именем Магомеда Атабиева была названа школа в его родном селе Жемтала.

## Награды
- Три медали «За отвагу»
- Два ордена Красной звезды
- Орден Отечественной войны II степени
- Медаль «За оборону Сталинграда»
- Медаль «За взятие Кёнигсберга»
- Медаль «За взятие Берлина»
- Медаль «За победу над Германией в Великой Отечественной войне 1941—1945 гг.»
- Герой Социалистического Труда (1985)
- Два ордена Ленина (1947, 1985)
- Орден «Знак Почёта» (1966)
- Орден Октябрьской Революции (1971)
- Орден Трудового Красного Знамени (1973)